# Циркуляция элит
Циркуляция элит, теория круговорота элит — концепция, утверждающая, что революции и смены режима происходят, когда новая элита приходит на место старой. Обычные люди, в элиту не входящие, не играют значительной роли и лишь плывут по течению. Сформулирована итальянским социологом Вильфредо Парето.
Понятие циркуляции элит имеет два определения: циркуляции как социального и как политического процесса. В первом случае циркуляция элит — это процесс качественных изменений элит как субъектов социального процесса под влиянием экономических и других факторов. Во втором случае под циркуляцией элит понимается смена индивидов, составляющих властную элиту.

## Сущность процесса
В общем смысле Парето определяет элит как людей, лучших в своей сфере деятельности. Теория о циркуляции фокусируется на политических элитах, поэтому далее Парето выделяет в обществе две группы — правящую элиту (людей, имеющих в той или иной мере значимую роль в правительстве) и всех остальных.
Наличие политической власти, однако, не совершенно безусловно предполагает наличие выдающихся качеств. Для этого нужно открытое общество с высокой социальной мобильностью, в котором у талантливых людей есть возможность прийти к власти. В реальности этому нередко мешают факторы вроде семейных связей — даже если когда-то позицию получил действительно одарённый человек, впоследствии она по его связям может достаться тому, кто ей не соответствует.
Когда правящая элита блокирует каналы мобильности и ограничивает возможность прихода к власти извне, естественный социальный порядок нарушается. По Парето, созданный дисбаланс может привести или к созданию новых каналов мобильности, или к государственному перевороту.
Процесс циркуляции элит может быть либо постепенным, естественным и «эволюционно» обсуловленным, либо стремительным, связанным с революцией. В первом случае смена элит обусловлена естественной постепенной деградацией правящей элиты, качественными изменениями в обществе и появлением у него потребности в смене аристократии (хотя Парето и проводит чёткое разграничение между понятиями «элита» и «аристократия», однако он часто использует их как синонимы). Кроме того, элита в любом случае взаимодействует с народными массами, и в ходе этого взаимодействия выдающиеся представители последних также поднимаются в круг элит, что ведёт к их обновлению. Парето считает, что процесс циркуляции элит, главным образом, является постепенным процессом их трансформации.
Ни одна элита не может внезапно появиться и внезапно исчезнуть. Она постепенно выделяется и теряет свои компетенции, вследствие чего происходит её смена новой элитой, и так происходит бесконечно, в этом заключается элитный цикл. Он состоит из нескольких стадий: становление какой-либо социальной группы правящей элитой; процесс стабильного функционирования у аппарата управления, властепредержание, в ходе которого происходит развитие элиты, раскрытие её сущности; завершается элитный цикл деградацией элиты и её так называемой гибелью, в ходе которой внутри элиты происходит распад. Во время процесса гибели старой элиты, своё восхождение уже начинает новая элита.

## Виды элит
Парето выделил шесть типов элит, из которых наибольшее значение придал первому и второму — «лисам» и «львам» (что частично позаимствовано у Макиавелли). Львы консервативны, бюрократичны, авторитарны и решительны, лисы же опираются на инновации, манипулирование, хитрость, пропаганду. По Парето, эффективное правительство должно включать представителей обоих классов; он приводит примеры Вильгельма I («лев») и Отто фон Бисмарка («лис»). Если в правительстве слишком много «лис», то рано или поздно режим потеряет устойчивость из-за коррупции, и тогда на их место придут решительные «львы». Если же, напротив, правительство по большей части «львиное», оно неизбежно станет излишне бюрократическим, громоздким и неэффективным, требуя вмешательства «лис».
Сущность циркуляции элит заключается в естественности процесса смена «лис» «львами» и наоборот. И у тех, и других есть свои преимущества и недостатки; динамичность общества предполагает, что в разное время ему нужны разные типы элит, что и порождает циркуляцию.